# Orellanin

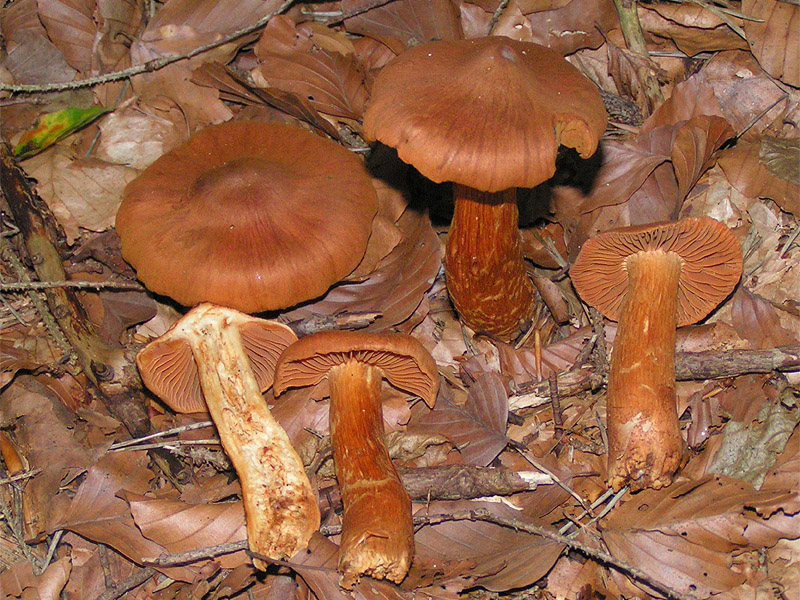
Toppig giftspindling.

Orellanin (C10H8O6N2) är ett giftigt ämne i bland annat orangebrun giftspindling, toppig giftspindling och några närstående arter, som har en skadande effekt på njurarna.
Symtom framträder först efter flera dagar, ibland upp till 14 dagar. Bland symtomen är brännande törst, trötthet, huvudvärk, frossa samt muskel- och buksmärtor. I svåra fall inträffar allvarliga leverskador och njursvikt. Dödsfall har förekommit.